# Chlorid thornatý
Chlorid thornatý je anorganická sloučenina s chemickým vzorcem ThCl2.

## Příprava
Chlorid thornatý lze připravit rozpuštěním kovového thoria v alkalických chloridech, výsledný chlorid thoričitý je následně redukován na chlorid thornatý. Lze jej také připravit disociací chloridu thoritého při teplotě 630 °C